# پشتیر (بخش مرکزی صومعه‌سرا)
پشتیر ، روستایی از توابع بخش مرکزی شهرستان صومعه‌سرا در استان گیلان ایران است.

## جمعیت
این روستا در دهستان طاهرگوراب قرار دارد و براساس سرشماری مرکز آمار ایران در سال ۱۳۸۵، جمعیت آن ۳۳۸ نفر (۱۰۴ خانوار) بوده‌است.مردم ساکن پشتیر به زبان های گیلکی و تالشی سخن میگویند .  
حامد رضوان طلب خواننده دستون تالشی اصالتا اهل این روستاست .  